# Алекса Грейс
Алекса Грейс (англ. Alexa Grace; род. 4 ноября 1994 года в Ред-Банке, Нью-Джерси, США) — американская порноактриса.

## Карьера
Во время обучения в старшей школе занималась сначала черлидингом, позднее — боевыми искусствами. После окончания школы работала официанткой и хостес в спортивном ресторане.
Была замечена агентом после съёмок в качестве эротической фотомодели. Дебютировала в индустрии для взрослых в феврале 2014 года в возрасте 19 лет. Первоначально снималась под псевдонимом Рене Мари (англ. Renee Marie). После просмотра фильмов с участием киноактрисы Алексы Веги — «Дети шпионов» и «Мачете убивает», решает сменить псевдоним. Алексу представляет агентство талантов Nexxxt Level. Снимается в сценах традиционного, лесбийского и межрасового секса.
Участвует в съёмках сцен для студий 3rd Degree Films, Adam & Eve, Diabolic Video, Digital Sin, Girlsway, Kink.com, Naughty America, Nubile Films, TeamSkeet, Twistys, Wicked Pictures, Zero Tolerance Entertainment и многих других.
В ноябре 2017 года номинирована на премию AVN Awards в категории «Лучшая актриса» (за фильм Crash). В том же месяце номинирована на премию XBIZ Award в категории «Лучшая актриса тематического фильма — пары» (за Stripped Down).
В марте 2018 года избрана журналом Penthouse «Киской месяца» (Pet of the Month). Позднее появилась на страницах майского выпуска журнала Hustler.
По состоянию на июнь 2019 года, снялась в более чем 200 порнофильмах.

## Награды и номинации
| Год  | Награда                    | Результат | Категория | Фильм                    |
| ---- | -------------------------- | --------- | --- | ------------------------ |
| 2017 | AVN Award                  | Номинация | Награда поклонников: самый горячий новичок | н/д                      |
| 2017 | Inked Award                | Номинация | Групповая сцена года (вместе с Кейси Уорнер, Саммер Дэй, Тайлером Никсоном, Томми Пистолом, Фелисити Филайн и Эмбер Иви)                                                     | Yoga Class Orgy          |
| 2017 | Spank Bank Award           | Победа    | Цель года - Кончить на лицо | н/д                      |
| 2017 | Spank Bank Technical Award | Победа    | Натуральный Конносейр | н/д                      |
| 2018 | AVN Award                  | Номинация | Лучшая актриса | Crash                    |
| 2018 | AVN Award                  | Номинация | Лучшая лесбийская сцена (вместе с Кристианой Чинн) | Lesbian Sex Therapist 2  |
| 2018 | Fleshbot Award             | Номинация | Исполнительница года | н/д                      |
| 2018 | Spank Bank Award           | Победа    | Членопоклонница года (Лучшая шлюха на коленях) | н/д                      |
| 2018 | Spank Bank Technical Award | Победа    | Самая отважная вагина | н/д                      |
| 2018 | XBIZ Award                 | Номинация | Лучшая актриса тематического фильма — пары | Stripped Down            |
| 2018 | XBIZ Award                 | Номинация | Лучшая сцена секса — виньетка (вместе с Жаном Валь Жаном и Кендрой Сандерленд)                                                                                               | Young & Beautiful 2      |
| 2018 | XCritic Award              | Номинация | Лучшая актриса | Forbidden Opportunity    |
| 2019 | AVN Award                  | Номинация | Лучшая оральная сцена (вместе с Айзеей Максвеллом, Бенджи Строуксом, Джеком Блаком, Донни Синсом, Крисом Коком, Мо Джонсоном, Рики Джонсоном, Роумом Мейджором и Эдди Джеем) | Interracial Blow Bang 15 |
| 2019 | AVN Award                  | Номинация | Лучшая сцена группового секса (вместе с Джаксом Слейхером, Джейсоном Лавом, Кендрой Сандерленд и Тали Довой)                                                                 | Interracial Icon 9       |
| 2019 | AVN Award                  | Номинация | Лучшая сцена триолизма (Д/Д/П) (вместе с Айзеей Максвеллом и Еленой Кошкой)                                                                                                  | Interracial Cum Swapping |
| 2019 | Spank Bank Technical Award | Победа    | Самый классный член-жокей | н/д                      |

## Избранная фильмография
| - 2014 — Lingerie Lovelies - 2015 — Big Ass Curves 6 - 2015 — My First Cream Pie 7 - 2016 — Babysitters Taking On Black Cock 4 - 2016 — Black and Blonde - 2016 — Come Inside Me 2 - 2016 — Coming Home To Daddy - 2016 — Crash - 2016 — Deviant Stepsister Massages 4 - 2016 — Fantasy Solos 15 - 2016 — Hot Wife 2 - 2016 — Spoiled Brats - 2016 — Teen Yoga - 2017 — A Perfect Mix - 2017 — After School Threesomes - 2017 — Black and Blonde 3 - 2017 — Cheerleaders Love Massive Cocks - 2017 — Don’t Worry, He’s My Stepfather - 2017 — Forbidden Opportunity - 2017 — I Came Inside My Stepdaughter 2 | - 2017 — Interracial Crush 2 - 2017 — Lesbian Lessons - 2017 — Meet Mandingo 3 - 2017 — My Black Stepfather - 2017 — My Brother’s Girlfriend - 2017 — School Girl Seductions - 2017 — Share My Boyfriend 2 - 2017 — Strap-On Anal 2 - 2017 — Teens Massage BBC - 2017 — Turn the Page - 2017 — Young & Beautiful 2 - 2018 — As Natural As They Cum - 2018 — Black & White 12 - 2018 — Desegregated - 2018 — Growing Closer - 2018 — Interracial Cum Swapping - 2018 — Managing My Daughter - 2018 — MILFs Seduce Teens 3 - 2018 — My Step Daddy Came In My Mouth - 2018 — She Wants Us Both |